# じ

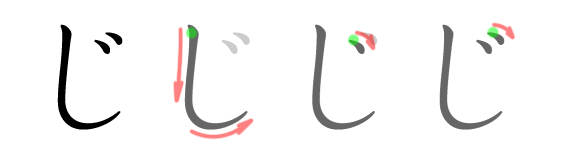
「じ」の筆順

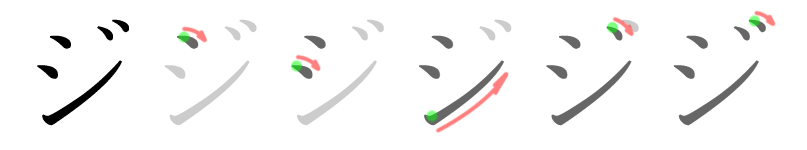
「ジ」の筆順

じ、ジは、仮名のひとつであり、し、シに濁点をつけた文字である。四つ仮名の一つ。日本語の音節のひとつとして用いられ、1モーラを形成する。

## 日本語での発音
- 舌の前部を上歯茎の後ろから硬口蓋近くの範囲に近づけて、隙間から声を摩擦させて通すときに出る有声摩擦音、すなわち「し」の有声音。または、いったん舌の前部を上歯茎の後ろから硬口蓋近くの範囲に付けて、離すときに、狭い隙間を作って摩擦した音を出す有声破擦音、すなわち「ち」の子音の有声音である。これら二つの「じ」の発音は、一般に現代日本語の話者には違いをほとんど聞き分けられず、意味上の差異はない。だいたいにおいて破擦音は語頭、撥音のあとで現れ、摩擦音は語中で現れる。「じ」は「ぢ」と同じ発音であり、現代標準語では「じ」と「ぢ」を音の上で区別しない。現代仮名遣いでは、例外（「ち」が重畳する「ちぢむ」など）を除いて「ぢ」で書かれてきたものをすべて「じ」で書く。有声歯茎硬口蓋摩擦音[ʑ]・有声歯茎硬口蓋破擦音[d͡ʑ]または国際音声記号では有声後部歯茎摩擦音[ʒ]・有声後部歯茎破擦音[d͡ʒ]で記述される。どちらかといえば[ʑ, d͡ʑ]が近く、[ʒ, d͡ʒ]で表される場合でも英語のvisionなどの s や j よりも調音部位の範囲が広い。

これらは日本の中央語（京阪語）での発音で、日本全土の言語がこのように発音しているわけではない。東京の発音では/ʣi/が多く、「ヅィ」に近い。山陰や奥羽では中舌母音（いわゆるズーズー弁）のため/ʣï/に。母音の無声化により/ʣi̥/になることも。関東、南奥羽、東海、北陸、山陰、九州に多い。

文頭か文中かでも発音は変わる。京阪の発音では文頭が/zi/で文中は/zi/か/ʣi/。
- 発音： じ[ヘルプ/ファイル]

## じ に関わる諸事項
- 上代の「じ」は /dzi/、/dʒi/、/ʒi/ いずれとも論じられているが、確定しがたい。いずれにせよ「ぢ」との区別が成されていたのは明らかである。室町時代末には /ʒi/ と発音されたが、江戸時代に入ると「ぢ」（/dʒi/）との区別が曖昧になり、仮名遣いの混乱を生じるようになった[1]。
- 上代の万葉仮名には「し」の濁音専用と思われるもの（慈・自・士）が存在したが、古体の片仮名・平仮名が成立する頃には仮名としての区別が無くなり、「し」に濁点を付して濁音を示すようになった[1]。
- 「じ」の調音点は、拗音の「じゃ、じゅ、じょ」と同じであり、発音面では「ジャ行に属する」と言える。「じゃ、じ、じゅ、ジェ、じょ」は国際音声記号では、[d͡ʑä/d͡ʒä], [d͡ʑi̞/d͡ʒi̞], [d͡ʑɯ̹˕/d͡ʒɯ̹˕], [d͡ʑe̞/d͡ʒe̞], [d͡ʑo̜/d͡ʒo̜]と表せる。ヘボン式ローマ字表記の「ji」も、この発音に従った物である。
  - このため、ザ行の中で唯一調音点が異なっている。「ざ、ず、ぜ、ぞ」と同じ調音点で発音すると/zi/となり「ズィ」と発音されるが、これは日本語にはない音であり、対応する文字もない。
- 「ジ」は「ザ」と同様に英語の前置詞theを表す。ただし「ジ・エンド」など一部例外を除いて、本来「ジ」を用いるべきところを「ザ」とする用例が日本語においては目立つ（「ザ☆ウルトラマン」「ザ・インターネット」など）。